# كي 9 لحماية الويب
برنامج كي 9 لحماية الويب (بالإنجليزية: K9 Web Protection)‏ عبارة عن برنامج للتحكم في المحتوى تم إنشاؤه بواسطة أنظمة بلو كوت لمساعدة الآباء على حماية أطفالهم أثناء استخدام الإنترنت. في عام 2016، تم شراؤها من قبل شركة سيمانتك. تم تقديمه مجانًا لسنوات عديدة واعتبارًا من أبريل 2019 تمت إزالته بواسطة سيمانتك ولم يعد متاحًا للتنزيل.

## استعمال
يعمل البرنامج بدون تنزيل قاعدة بيانات على الكمبيوتر وبدلاً من ذلك يبحث في قاعدة بيانات على الإنترنت. هذا يعني أن الكمبيوتر يحتاج فقط إلى جزء صغير جدًا من التعليمات البرمجية ويمكن للمستخدم الاستفادة من تحديث قاعدة البيانات باستمرار. من ناحية أخرى، إذا تعذر على الكمبيوتر الاتصال بقاعدة البيانات هذه لأي سبب (مثل جدار الحماية الذي يحظر الاتصال)، فسيتم تعطيل الوصول إلى الويب بالكامل.
1- فئات الإنترنت المحظورة والمسموحة
2- التحكم في الوقت المراد السماح أو حظر للإنترنت به
3- قائمة استثنائات المواقع سواء من ناحية السماح أو الحظر
4- ضبط صفحة الحظر والتعديل عليها
5- التحكم بالكلمات المدخلة في المواقع
6- اعدادت ظبط للبرنامج متفرقة
7- تغيير البريد الإلكتروني وكلمة المرور
هو برنامج مملوك وهو مجاني للاستخدام المنزلي. من الممكن الحصول على تراخيص متعددة، ويحتاج كل جهاز كمبيوتر إلى ترخيص منفصل. الغرض الأساسي منه هو الرقابة الأبوية، ولكن من الممكن استخدامه لحماية أجهزة الكمبيوتر الخاصة بهم من فيروسات الكمبيوتر أو البرامج الضارة، أو للحظر الذاتي للمواد الإباحية

## نقاط القوة
يصعب تعطيل البرنامج أو إزالته بدون كلمة مرور المسؤول. تتطلب أداة إلغاء التثبيت كلمة مرور المسؤول للتشغيل، وإذا تم إيقاف الخدمة أو العملية، فسيتم تعطيل جميع عمليات الوصول إلى الويب. وبالمثل، ستؤدي محاولات تعديل البرنامج من سجل windows أو نظام الملفات أيضًا إلى تعطيل الوصول إلى الويب بالكامل.

## استقبال
أشاد كين كوبر من Family WebWatch بسهولة الاستخدام والواجهة النظيفة. أشاد كوبر أيضًا بـ K9 لعدم تعثره في أداء النظام لأنه يستخدم قاعدة بيانات على الإنترنت.
من ناحية أخرى، انتقد Neil J. Rubenking ، المحلل الرئيسي للأمن بمجلة PC Magazine ، عدم قدرة المرشح على إنشاء تصفية مخصصة لأفراد الأسرة، بينما أشاد بحقيقة أنه لم يستطع إيجاد طريقة للأطفال لتعطيل الفلتر دون تعطيله أيضًا. الوصول إلى الإنترنت.
أعطتها Cnet تصنيف 4 (من أصل 5) نجوم، وصنفتها في المرتبة رقم 8 في الرقابة الأبوية. تنتقد Cnet «عدم وجود مرشح برامج الدردشة» الذي «يترك بعض الثغرات للافتراس».

## روابط خارجية
- الموقع الرسمي